# Сарајевска операција
Сарајевска операција је назив за серију борби између Југословенске армије и немачких снага од 28. марта до 10. априла 1945. године. Ова операција била је део операција Југословенске армије за коначно ослобођење Југославије.

## Стање пред почетак операције
Крајем 1944. године, по успостављању Сремског фронта, Сарајево је за окупатора имало посебан значај, јер је служило као прихватна база и ослонац главних снага Групе армија „Е” које су се повлачиле долином Западне Мораве и преко Санџака ка долини Босне и даље на север. Почетком 1945. године, када су се све снаге Групе армија „Е” повукле из западне Србије и Црне Горе, а нарочито после пада Мостара, Сарајево је за Немце изгубило важност, те је командант Југоистока предлагао Врховној команди оружаних снага да се ово подручје напусти. Међутим, Хитлер је одбацио ове предлоге и наредио да се Сарајево брани по сваку цену. Он се вероватно надао да ће у великој пролећној офанзиви у Мађарској успети поново да овлада троуглом Балатон—Дунав—Драва и простором између Дунава и Тисе и на тај начин тесно повезати десно крило Групе армија „Југ” са левим крилом Групе армија „Е” у Срему. Добро утврђено Сарајево, са својим упориштима дуж долине Босне, не само да је штитило савски правац, него је служило и као ослонац за везу са левим крилом Групе армија „Е” на простору Бања Лука, Бихаћ, јадранска обала. После неуспеха немачке противофанзиве у Мађарској, Хитлер је 20. марта одобрио да се Сарајево напусти, али је ово одобрење дошло у незгодно време када су се јединице немачког 21. брдског армијског корпуса налазиле у тешкој ситуацији, притиснуте са свих страна од Другог, Трећег и Петог корпуса ЈА. Осим тога, из Сарајева је требало да се пребаци на север око 3.000 рањеника и велика количина ратног материјала. Ове околности приморале су 21. брдски армијски корпус да добије на времену и упорном одбраном Сарајева.

## Распоред немачких и квислиншких снага
У то време су се у саставу немачког 21. брдског армијског корпуса налазиле следеће јединице:
- 181. дивизија ојачана пуком „Бергман”
- остаци 369. легионарске дивизије
- 7. СС дивизија „Принц Еуген”
- Штаб 964. и 969. тврђавске бригаде
- СС полицијски пук Нагел
- делови 5. руског белогардијског корпуса
- 696. пољски жандармеријски батаљон
- Штаб 81. пука за обезбеђење
- 1025. батаљон за обезбеђење
- 803, 834, 935, 592. и 920. ландесшицен батаљон

Од усташко-домобранских снага 21. брдском армијском корпусу су били потчињени 8. и 15. дивизија, остаци 9. дивизије, као и бројне снаге усташке сеоске милиције и нешто четника по селима, нарочито северно од Сарајева. Распоред ових снага је био углавном следећи:
- 181. дивизија дуж комуникација Сарајево—Подроманија (363. пук) и Сарајево—Пале—Стамбулчић (334. пук)
- 964. тврђавска и 1. усташка бригада дуж комуникације Војковићи—Јабланица
- 369. дивизија и 2. брдска бригада на просторији Пазарић, Тарчин, Иван Седло
- 9. усташка бригада дуж комуникације Рајловац—Семизовац—Илијаш
- СС полицијски пук „Нагел” (без 2 батаљона)
- 11. усташка бригада дуж комуникације Кисељак—Бусовача
- 935. ландесшицен батаљон у рејону Високог
- делови 969. тврђавске бригаде, 803. и 834. ландесшицен батаљон и делови 5. руског добровољачког корпуса дуж комуникација Зеница—Бусовача и Зеница—Какањ—Добој

У самој Зеници су били 359. пук немачке 181. дивизије и 920. ландесшицен батаљон. Око Сарајева и у Сарајеву су били 2. батаљон пука „Нагел”, 3. усташка допунска бригада и друге мање јединице.
Одбрана града је била поверена команданту 1034. фелдкомандантуре. Седма СС дивизија „Принц Еуген”, на просторији западно од града, углавном је служила као маневарска група 21. корпуса на правцима где се укаже потреба. Према томе, непријатељ је за одбрану града посео у првом реду даље прилазе граду, првенствено у рејону Подроманија—Пале—Јабланица—Иван Седло, групишући главне снаге око комуникација. Солидним фортификационим уређењем ових рејона, они су на даљим прилазима Сарајеву организовали линију спољне одбране. Иза ње је за одбрану организовано више линија, као и унутрашњост самог града. Упорном одбраном ових упоришта и потхрањивањем угрожених праваца свежим снагама из дубине непријатељ је имао намеру да на даљим прилазима граду веже наше што јаче снаге и не дозволи им непосредан притисак на град. Уједно, он је таквим распоредом успешно штитио одступне правце долином Босне.

## Распоред јединица Југословенске армије и припреме за операцију
У периоду општих припрема Југословенске армије за коначно ослобођење земље, били су повољни и услови за ослобођење Сарајева. Због тога је почетком марта 1945. године Генералштаб ЈА наредио 2, 3. и 5. корпусу да овладају свим непријатељским упориштима на даљим прилазима Сарајеву и заузму повољне полазне положаје за директан напад на град, углавном на линији Вучја Лука, Мокро, Пале, Пазарић. Сукладно овом наређењу, по завршетку борби у рејону Зворника и Дрињаче, те чишћења Папраће од четника, ка Сарајеву је био упућен Трећи корпус ради овлађивања упориштима Рогатица, Соколац и Подроманија. У истом циљу је ка Сарајеву био оријентисан са југа 2. корпус, углавном долинама Праче и Железнице и од Коњица ка Иван Седлу. Са запада је још од јесени 1944. године према Сарајеву био ангажован 5. корпус са 4. и 10. дивизијом, вршећи непосредан притисак на Зеницу и комуникацију Бусовача—Кисељак и ка Тарчину. У веома тешким борбама до половине марта, 2. и 3. корпус, дејствујући под непосредним руководством Генералштаба ЈА успели су да избију до линије Подроманија—Пале—Јабланица—Иван Седло. Упорном одбраном са ове линије, непријатељ је спречио њихово даље надирање ка Сарајеву. Западно од Сарајева, на фронту 5. корпуса, водиле су се скоро фронталне, непрекидне борбе на домаку Зенице и дуж комуникације Кисељак—Бусовача, где је непријатељ крајњим залагањем онемогућавао деловима 5. корпуса да избију у долину Босне.
У таквој ситуацији, по наређењу Генералштаба ЈА од 17. марта, одређен је Оперативни штаб за ослобођење Сарајева са задатком да координира даља дејства ове групе корпуса и руководи предстојећом операцијом. За остварење тог задатка Оперативном штабу за ослобођење Сарајева стављени су на расположење 2. корпус (3, 29. и 37. дивизија), 3. корпус (27. и 38. дивизија), делови 5. корпуса (4. и 10. дивизија) и Група бригада Зеничког сектора (11. бригада 4. дивизије, 13. бригада 39. дивизије, 18. бригада 53. дивизије, Артиљеријска бригада и тенковска чета 5. корпуса), укупно око 38.000 људи и 96 артиљеријских оруђа. Основна замисао операције била је да се непријатељске снаге које су браниле Сарајево нападну концентрично.
До 28. марта су углавном вршене припреме за предстојеће задатке. У току ових припрема груписане су 4. и 10. дивизија западно од друма Кисељак—Бусовача, на просторији Велика Сотница, Побрђе (10. дивизија) и Ризвићи, Мехурићи, Зивчићи (4. дивизија). За то време је Зеничка група бригада посела положаје западно од комуникације Бусовача—Зеница. Једанаеста бригада се налазила западно од Бусоваче, према непријатељу распоређеном на линији Бусеље—Буква—Границе—железничка станица Бусовача. Лево од ње се налазила 13. бригада, према линији Гола Коса—Почулица—Лађице—Паљика—Дабовац, док је 18. бригада по доласку на овај сектор била оријентисана на лево крило 13. бригаде, према селима Обреновићи и Страњани. Осим ових снага, дуж комуникације Кисељак—Бусовача налазио се и 1. батаљон 17. бригаде 10. дивизије на просторији Брезова Коса, Крчевине, северозападно од Кисељака. Сарајевска операција је изведена у две етапе: припремна (у циљу избијања на ближе прилазе граду), и извршна (напад на град).

## Борбе на Иван Седлу
У вези наређења Оперативног штаба 29. дивизија је до 28. марта извршила припреме за напад на Иван Седло. По замисли Штаба дивизије у нападу су имале учествовати три бригаде: 11. бригада, правцем Зељков До—Горња Биоча и Борча—Оџак, 13. бригада на Рудно Брдо и Иван Седло, а 10. бригада, ојачана једном противтенковском батеријом, на Вихор и коту 1174. Бригадама је наређено да по овлађивању предњим крајем непријатељске одбране енергично продиру ка Тарчину и Пазарићу. Осим тога, 11. бригади је наређено да делом снага обезбеди десни дивизијски бок у рејону Девојачке Стене и Мали Лупоглав, док је 14. бригада добила задатак да по пристизању у рејон Крешево-река Лепеница испољи дејство са једним батаљоном правцем Шевик—Тарчин, а главнину оријентише ка Забрђу и Кисељаку, ради ужег садејства са деловима Петог корпуса (Зеничка група).
Напад је почео 28. марта у 8 часова. Овог дана је само 13. бригада успела да привремено заузме Мали Иван, док су напади осталих бригада били одбијени. Борбе за Иван Седло продужене су без резултата све до 1. априла, због чега је, као и због несташице артиљеријске муниције, Оперативни штаб обуставио даље нападе, а главнину 29. дивизије (10. и 11. бригада) 1. априла пребацио на просторију Крешево-Лепеница-Забрђе са задатком да офанзивно дејствује према комуникацијама Блажуј—Кисељак и Раштелица—Пазарић. Њиховим дејством на тој просторији Оперативни штаб је (сазнавши за акцију 7. СС дивизије у рејону Вареша) имао намеру да што више веже непријатеља на том сектору и тиме олакша наступање јединицама Петог корпуса ка Сарајеву.
На положајима према Иван Седлу 29. дивизија је задржала 12. и 13. бригаду. Међутим, непријатељ је, вероватно ноћу 3/4. априла, под заштитом мрака успео неопажено да извуче главнину снага са Иван Седла, оставивши на овим положајима само заштитничке делове. Дванаеста и 13. бригада нису уочиле извлачење непријатеља, те су тек по добијеном наређењу, 4. априла у 16 часова, прешле у напад у коме је 12. бригада око 20 часова заузела Мали Иван, Иван Седло и Вихор, а 13. бригада до 22 часа Рудно Брдо, Корча и Драгољ. По заузећу Иван Седла одмах је настављено гоњење непријатеља, у току којег је заузето село Раштелица, а затим, у садејству са 10. бригадом, Тарчин и Пазарић. По заузећу Пазарића предњи дивизијски делови избили су на линију Касатићи-Тиново Брдо-Градац. Ради обезбеђења левог бока, Штаб дивизије је 10. бригаду упутио преко Борове Главе ка Хаџићима, а затим је продужено наступање ка Блажују. До 5. априла су 11. и 14. бригада из рејона Крешева такође избиле према комуникацији Блажуј—Кисељак. Тиме је 29. дивизија почела борбе за ову комуникацију.

## Ослобођење Сарајева
Снажан притисак 2, 3. и 5. корпуса на свим правцима ка Сарајеву, а нарочито на Подроманији, Иван Седлу и са правца Вареша, принудио је непријатеља на извлачење, прво из рејона Подроманије, а затим, постепено, и са свих осталих праваца. Овај моменат, међутим, није био уочен а ни тако процењен од Оперативног штаба. Како изгледа, он је још увек мислио да ће непријатељ одсудно бранити Сарајево на ближим прилазима граду. Због тога је изгубљено драгоцено време да се немачком 21. брдском армијском корпусу зада одлучан ударац. Овај пропуст Оперативног штаба био је нешто умањен самоиницијативом појединих јединица. Тако је Штаб 3. корпуса у овој ситуацији ротирао још више удесно своју 38. дивизију, на линију Цреполско Брдо — Равни Чаир, док је 27. дивизију пребацио северно од комуникације, са наслоном на лево крило 38. дивизије. Иако заморене даноноћним борбама и покретима још од 28. марта, обе дивизије су, по наређењу Штаба корпуса, предузеле бочне нападе и гоњење непријатеља. Одбацујући његове заштитничке делове, Корпус је левим крилом, у садејству са 37. дивизијом, 4. априла до 13 часова заузео доминирајуће тачке на прилазима Сарајеву: Црвену Стијену и Орлову Стијену и 5. априла избио на линију Пустопоље — Сумбуловац — Брезовице — Гњило Брдо — Мали Глог.
За то време су остале снаге 37. дивизије заузеле Пале 4. априла и продужиле напад на Каловито Брдо. Делови 4. бригаде су успели, још око 2 часа тога дана, да избију на Требевић, у висину места Брус, одбијајући у први мах све противнападе непријатеља. Међутим, услед притиска надмоћнијих снага они су били одбачени. У наставку борбе 37. дивизија је 5. априла избила на линију Соколина-Змијина Глава-Орловац-Худеж.
При оваквом развоју ситуације, а по одобрењу Генералштаба ЈА, Оперативни штаб је 5. априла наредио напад на град. Међутим, ради добитка у времену и обезбеђења одступнице главнини, непријатељске јединице нису ни браниле саму варош, сем заштитничким деловима. У току предузетог напада јединице 3. корпуса су разбиле непријатељске заштитничке делове и до мрака допрле до ивице града, заобилазећи непријатељске утврђене тачке Велики Глог и Шиљато Брдо. Уз слабији отпор непријатеља оне су заузеле центар града и Марин Двор. Тек је у рејону 530 електричне централе 38. дивизија наишла на јак отпор непријатеља, подржаног са пет тенкова. У оштрој борби непријатељ је био разбијен, па је током ноћи 5/6. априла продужено чишћење града у коме је једино још 334. пук немачке 181. дивизије, коме је упадом 38. дивизије у град била пресечена одступница, пружао снажан отпор. У борбама које су трајале до зоре 334. пук је успео уз осетне губитке да се пробије из града. За то време је 37. дивизија заузела Брус, Требевић и Палеж, а потом с југа избила на ивицу града и у току ноћи овладала левом обалом Миљацке.
На фронту 3. дивизије у току 4. априла је предузет поново напад на сектор села Јабланице. Њено десно крило је у току ноћи избило до места Слапови и Клек, а лево до Војковића, док су рејони Губак, Јабланица и Очаџело били и даље упорно брањени од стране непријатеља. Сутрадан, 5. априла, продужена је борба, у току које је добијено наређење за напад на Сарајево. Тога дана је 3. дивизија, после тешких борби, заузела Црвену Стијену, Очаџело, Бјеловац и Јабланицу и достигла линију Црвени Кланац-Врела-Војковићи. Са ове линије, уз мањи отпор непријатеља, 3. дивизија је 6. априла ујутро ушла у град, док је њена 7. бригада, у циљу гоњења одступајућег непријатеља, била оријентисана правцем Илиџа—Блажуј. На тај начин је 6. априла ујутру читав град био заузет и очишћен од непријатеља.
Док су се овако одвијали догађаји око Сарајева, 4. и 10. дивизија 5. корпуса су тек 3. априла, после борби са 13. СС пуком, извршиле покрет и прешле комуникацију Бреза—Високо. Том приликом је 6. бригада 4. дивизије делом снага заузела Вареш. Споро продужујући наступање ка Сарајеву, оне су тек 6. априла избиле у рејон Сарајева и тиме задоцниле да узму учешћа у борбама за град. Једино су се делови 10. дивизије, који су били оријентисани ка Семизовцу, нашли у ситуацији да наставе борбу са заштитничким деловима непријатеља.